# ويليام كروك
ويليام كروك (بالإنجليزية: William H. Crook)‏ (و. 1839 – 1915 م) هو حارس شخصي ومن بين الحراس الشخصيين لأبراهام لينكون عام 1865. بعد اغتيال أبراهام لينكون، استمر في العمل داخل البيت الأبيض لما يزيد عن 50 سنة، وفي خدمة 12 رئيسا.